# Chaerophyllum nodosum
Chaerophyllum nodosum är en växtart i släktet rotkörvlar (Chaerophyllum) och familjen flockblommiga växter. Den beskrevs av Carl von Linné som Acularia nodosa, och fick sitt nu gällande namn av Heinrich Johann Nepomuk von Crantz 1767.
Arten är en ettårig ört som förekommer kring Medelhavet, i Mellanöstern och Centralasien.